# Гейнце, Виктор Вильгельмович
Гейнце, Виктор Вильгельмович — генеральный директор Красноярского алюминиевого завода.

## Биография
Виктор Вильгельмович Гейнце родился в 1952 году в г. Минусинске Красноярского края. В 1969 году по окончании школы поступил на металлургический факультет Сибирского металлургического института имени Серго Орджоникидзе. В 1974 году успешно окончил его. Потом работал на Новокузнецком алюминиевом заводе, с 1984 работает на Саянском алюминиевом заводе.
1999—2000 гг. — заместитель генерального директора по алюминиевому бизнесу ОАО «Объединенная компания ‘‘Сибирский алюминий’’», 2000—2002 гг. — генеральный директор ОАО «Красноярский алюминиевый завод», 2002—2004 гг. — советник генерального директора ОАО «Русский алюминий. Менеджмент»,2006-2009 гг. — директор технического департамента развития и инженерно-технического обеспечения ОАО «Моспромстройматериалы», с 2009 г. — генеральный директор ОАО «Хакасский бентонит». Постановлением РФ от 6.04.1998 года

## Награды
- Премия Правительства РФ в области науки и техники (1997) — за цикл работ по созданию, освоению и широкому применению в производстве алюминия новых поколений мощных электролизеров с обожженными анодами (в составе научно-производственного коллектива)[2].
- Заслуженный металлург Российской Федерации (1999)[3]